# 安德里戈
安德里戈·奥利维拉·德阿劳霍（葡萄牙語：Andrigo Oliveira de Araújo，1995年2月27日—），简称安德里戈，巴西足球运动员，司职前腰，现效力于中超成都蓉城足球俱乐部。

## 俱乐部生涯
安德里戈出生于巴西南里奥格兰德州埃斯特雷拉，在附近的国际体育俱乐部开始了职业生涯。他在2014年巴西甲级联赛赛季末首次进入一线队，在战胜帕尔梅拉斯体育俱乐部和费古埃伦斯足球俱乐部的比赛中，他作为替补未上场。他是赢得当年巴西联赛U20冠军的球队的一员，并在以2-1主场战胜维多利亚体育俱乐部的决赛中攻入首球（总比分4-2）。
2015年12月6日，他在赛季最后一天完成职业首秀，在河岸球场2-0击败克鲁塞罗体育俱乐部的比赛的最后14分钟替换阿莱士·拉斐尔出场，并领到黄牌。
2016年2月20日，安德里戈在当年的南大河州足球联赛中打进了他在成年队的首粒进球，在替换爱德华多·萨沙上场四分钟后，球队以4-0的比分战胜了克鲁塞罗竞技俱乐部。他上场的机会不多，后来国际体育俱乐部首次降级至巴西乙级联赛，2017年5月9日，他被租借至戈亚尼恩斯竞技俱乐部至12月。
2022年，安德里戈加盟韩国K联赛2的安养足球会。
2023年7月21日，安德里戈加盟中超成都蓉城足球俱乐部。

## 国际职业生涯
安德里戈代表巴西U-17队参加了2011年南美U-17足球锦标赛，并在六场比赛中两次首发。

## 荣誉
巴西U17
- 南美洲U-17足球锦标赛：2011年